# スーパーポール
スーパーポール（Super Pole）とは、モータースポーツ用語で「単走で予選タイムアタックをするシステム」の事である。

## 概要
普通予選では全員が決められた時間内にタイムを出し、そのタイムを競う。ノックアウト方式も徐々に台数は減っていくが、この通常予選の範疇である。
しかしこの方式だと、コース上にタイムアタック中の車とスロー走行中の車が混在することになり、遅いマシンに邪魔されてタイムアタックを失敗することがある（俗に言う「引っかかった」状態）。とくに路面コンディションが向上する予選終盤には、タイム更新を狙ってマシンが一斉にコース上に出るので、こうした渋滞が起こりやすい。また、テレビ中継的にもタイムアタックが重なると、注目選手の走りが画面に映らないという事態が起こりかねない。
これを排除するため、スーパーポールでは原則としてマシンを1台ずつコースインさせ、規定周回数もアウトラップ→アタックラップ→インラップと2周目の一発勝負で予選を行う。
まずアウトラップできちんとタイヤを暖め作動温度域まで持って行くという技術、そしてアタックラップでタイムを出すという技術、この2つが露骨に現れるため、ドライバーやマシンのポテンシャルを誇張無しで見る事が出来るようになる。
この方式では全車が同等の条件で走る訳にはいかず、出走順が重要になる。基本的には順番が後になるほど、路面にラバーグリップが乗って有利になる。逆に路面温度が上がりすぎたり、雨が降り出したりすると、早い順番に走った方が有利になる。
2003年〜2005年のF1では全車がこの方式で行っていた。しかしあまりにも時間がかかりすぎる、路面コンディション自体も変化してしまう、グリッドが力量通りに決まらないなどの問題が多く、2006年にはノックアウト方式に変更されている。時間短縮策としては、先に通常方式の予選を行い、上位何台かがスーパーポールラウンドに進出するという二段階方式がある。
スーパーバイク世界選手権では1998年から2008年までの間、予選上位ライダーの単独走行でのタイムアタック方式で行われていた。以後、2009年よりノックアウト方式、2015年よりMotoGPと同じ2段階予選に改められた。2019年以降は全車一斉走行の通常の予選方式となったが「スーパーポール」の名称のみ残っている。
鈴鹿8時間耐久ロードレースでは現在でもトップ10トライアルの名称で予選上位10チームのライダー各2名による1台ずつのタイムアタックが行われている

## 利点と欠点
利点
- ドライバーの腕とマシンの出来具合が分かりやすい。

欠点
- 予選の実施に時間がかかる。
- セッション中の天候の急変が公平を欠く

## 採用例
- フォーミュラ1（2003年〜2005年。ただし1回目は空タンク、2回目は決勝1スティント目の燃料を積んだ状態でのアタック。2005年は2回のタイム合計）
- SUPER GT（通常予選、ノックアウト方式も併用）
- スーパーバイク世界選手権（現在は名称のみ）
- 鈴鹿8時間耐久ロードレース - 同レースでは「スーパーポール」とは呼ばず「TOP10 トライアル」の名称が使われる。
- フォーミュラE（2015 - 2016シーズンより。ただし予選上位5位までの車のみ）
- MotoE（2019年〜2021年は1台ずつのタイムアタック、2022年はMotoGPと同じ方式）

またインディ500（予選タイムアタックの際は1回に4周連続走行を行い、その平均スピードでグリッドを決定する）など、スーパーポールと類似するものの微妙に異なる予選システムを採用しているカテゴリーも有る。